# Colette Guillopé
Colette Guillopé (née 1951) est une mathématicienne française et militante pour la place des femmes dans les sciences.

## Biographie
Colette Guillopé enseigne et dirige ses recherches à l'Université Paris-Est-Créteil-Val-de-Marne dans l'équipe des mathématiques appliquées qui étudie les équations aux dérivées partielles. Elle étudie des modèles mathématiques issus de la mécanique des fluides. Elle est également chargée de mission parité dans cette université. Elle a été présidente de l'association femmes et mathématiques entre 1996 et 1998 et de l'association Femmes & Sciences entre 2004 et 2008. Elle est membre du conseil d'administration de l'association Femmes & Sciences chargée des relations avec le ministère de l'Enseignement supérieur et de la Recherche. Elle est également coordinatrice de l'association Women in mathematics en France. 

## Décorations
- Officière de la Légion d'honneur 2016[4].